# 総合科学研究科
総合科学研究科（そうごうかがくけんきゅうか）は、日本の大学院に設置されている研究科である。主に総合科学の研究を行う。

## 総合科学研究科が置かれている大学
- 岩手大学（2017年4月〜）

## 総合科学研究科が置かれていた大学
- 日本大学大学院総合科学研究科（2015年3月31日をもって廃止）
- 広島大学大学院総合科学研究科（2020年4月入学以降の新規学生募集を停止）
  - 総合科学研究科の一部、医歯薬保健学研究科、医歯薬保健学研究院等によって、2018年4月に医系科学研究科を新設
  - 総合科学研究科の一部等によって、2018年4月に統合生命科学研究科を新設
  - 総合科学研究科の一部、理学研究科、先端物質科学研究科、工学研究科、国際協力研究科の一部等よって、2019年4月に先進理工系科学研究科を新設
  - 総合科学研究科の一部、文学研究科、教育学研究科、社会科学研究科、国際協力研究科の一部、法務研究科等によって、2019年4月に人間社会科学研究科を新設